# Нуева-Сеговія (департамент)
Нуе́ва-Сего́вія (ісп. Nueva Segovia) —один з департаментів Нікарагуа.

## Географія
Департамент знаходиться на півночі Нікарагуа. Площа департаменту становить 3491,28 км² . Чисельність населення 243 014 чоловік (перепис 2012 року). Адміністративний центр — місто Окоталь.
Межує на півдні з департаментом Мадрис, на сході з департаментом Хінотега, на півночі з Гондурасом.

## Муніципалітети
В адміністративному відношенні департамент Нуева-Сеговія підрозділяється на 12 муніципалітетів:
1. Вівілі
2. Діпільто
3. Кіла
4. Макуелісо
5. Мосонте
6. Мурра
7. Окоталь
8. Сан-Фернандо
9. Санта-Марія
10. Сьюдад-Антигуа
11. Халапа
12. Ель-Хікаро